# Lunz am See
Lunz am See est une commune autrichienne du district de Scheibbs en Basse-Autriche.